# Lilla Flakatjärnen
Lilla Flakatjärnen är en sjö i Härryda kommun i Västergötland och ingår i Kungsbackaåns huvudavrinningsområde.